# Dyskografia Marca Ribota
Dyskografia Marca Ribota obejmuje pozycje z obszaru muzyki rockowej, jazzu, muzyki latynowskiej i wielu innych. Występował on na co najmniej 1000 albumów różnych wykonawców  Do jego najważniejszych współpracowników, z którymi nagrywa płyty od dawna, należą Elvis Costello, Tom Waits i John Zorn. Przedstawione są tu jego własne albumy oraz ważniejsze projekty zrealizowane wspólnie z innymi artystami.

## Albumy własne
- Rootless Cosmopolitans (1990)
- Requiem for What's His Name (1992)
- Marc Ribot Plays Solo Guitar Works of Frantz Casseus (1993)
- Shrek (1994)
- Subsonic 1: Sounds of a Distant Episode (album z muzyką Marca Ribota i Freda Fritha) (1994)
- Don't Blame Me (1995)
- Shoe String Symphonettes (muzyka filmowa) (1997)
- The Prosthetic Cubans (jako Marc Ribot y Los Cubanos Postizos) (1998)
- Yo! I Killed Your God (1999)
- Muy Divertido! (jako Marc Ribot y Los Cubanos Postizos) (2000)
- Saints (2001)
- Inasmuch as Life is Borrowed (2001)
- Scelsi Morning (2003)
- Soundtracks Volume 2 (muzyka filmowa) (2003)
- Spiritual Unity (2005)
- Exercises in Futility (2008)
- Party Intellectuals (jako Marc Ribot's Ceramic Dog) (2008)
- Silent Movies (2010)
- Your Turn (jako Marc Ribot's Ceramic Dog) (2013)
- Live at the Village Vanguard (2014)

## Występy na albumach innych wykonawców

### W projektach Johna Zorna
- Filmworks VII: Cynical Hysterie Hour (1989)
- Kristallnacht (1993)
- The Book of Heads (1995)
- John Zorn's Cobra: Live at the Knitting Factory (1995)
- Filmworks II: Music for an Untitled Film by Walter Hill (1995)
- Filmworks III: 1990-1995 (1996)
- Bar Kokhba (1996)
- Filmworks V: Tears of Ecstasy (1996)
- Filmworks VI: 1996 (1996)
- Filmworks IV: S&M + More (1997)
- Filmworks VIII: 1997 (1998)
- The Circle Maker (1997)
- Music for Children (1998)
- Taboo & Exile (1999)
- The Big Gundown 15th Anniversary Edition (2000)
- The Gift (2000)
- Filmworks XII: Three Documentaries (2002)
- Filmworks XIII: Invitation to a Suicide (2002)
- Masada Anniversary Edition Vol. 1: Masada Guitars (2003)
- Filmworks XIV: Hiding and Seeking (2003)
- 50th Birthday Celebration Volume 4 (Electric Masada; 2004)
- 50th Birthday Celebration Volume 11 (Bar Kokhba Sextet; 2005)
- Masada Rock (Rashanim) (2005)
- Electric Masada: At the Mountains of Madness (Electric Masada; 2005)
- Filmworks XVIII: The Treatment (2006)
- Asmodeus: Book of Angels Volume 7 (2007)
- The Dreamers (2008)
- The Crucible (2008)
- Filmworks XXI: Belle de Nature/Rijksmuseum (2008)
- Lucifer: The Book of Angels Volume 10 (Bar Kokhba; 2008)
- Filmworks XXIII: El General (2009)
- O'o (2009)
- Ipos: Book of Angels Volume 14 (The Dreamers; 2010)
- Interzone (2010)
- Ipsissimus (2010)
- The Goddess: Music for the Ancient Days (2010)
- Enigmata (2011)
- A Dreamers Christmas (2011)

### Z Tomem Waitsem
- Rain Dogs (1985)
- Franks Wild Years (1987)
- Big Time (1988)
- Mule Variations (1999)
- Real Gone (2004)
- Orphans: Brawlers, Bawlers & Bastards (2006)
- Bad as Me (2011)

### Z braćmi Lurie
- The Lounge Lizards – Big Heart: Live in Tokyo (1986)
- John Lurie – Down by Law Soundtrack (muzyka do filmu Poza prawem Jima Jarmuscha) (1987)
- The Lounge Lizards – No Pain For Cakes (1987)
- Evan Lurie & Yoshitada Minami - Kizu (1988)
- The Lounge Lizards – Voice of Chunk (1989)
- John Lurie - Mystery Train (1989)
- Evan Lurie - Pieces For Bandoneon (1989)
- Evan Lurie - Selling Water By The Side Of The River (1990)
- Marvin Pontiac - The Legendary Marvin Pontiac: Greatest Hits (2000)

### Z Jazz Passengers
- Broken Night, Red Light (1987)
- Deranged and Decomposed (1988)
- Implement Yourself (1990)
- Reunited (2010)

### Z Elvisem Costello
- Spike (1989)
- Mighty Like a Rose (1991)
- Kojak Variety (1995)
- Cruel Smile (2002)
- National Ransom (2010)

### ZMedeski, Martin & Wood
- It's a Jungle in Here (1993)
- The Dropper (2000)
- End of the World Party (Just in Case) (2004)

### Inne
- Solomon Burke - "Soul Alive" (1987)
- Allen Ginsberg – The Lion for Real (1989)
- Caetano Veloso - Estrangeiro (1989)
- Marianne Faithfull – Blazing Away (1990)
- Ikue Mori – Painted Desert (1995)
- Madeleine Peyroux - Dreamland (1996)
- Mike Patton – Pranzo Oltranzista (1997)
- Foetus – Null/Void (1997)
- Tricky – Angels with Dirty Faces (1998)
- Various Artists – Great Jewish Music: Serge Gainsbourg (1997)
- Various Artists – Great Jewish Music: Marc Bolan (1998)
- David Sylvian – Dead Bees on a Cake (1999)
- Sarah Jane Morris – Fallen Angel (2000)
- Joe Henry – Scar (2001)
- Dave Douglas – Freak In (2002)
- Wadada Leo Smith – Lake Biwa (2004)
- Cassandra Wilson – Thunderbird (2006)
- Robert Plant & Alison Krauss – Raising Sand (2007)
- Auktyon, Marc Ribot, John Medeski, Ned Rothenberg, Frank London, Vladimir Volkov - Girls Sing (2007)
- The Black Keys – Attack & Release (2008)
- McCoy Tyner - Guitars (2008)
- Marianne Faithfull - Easy Come, Easy Go (2008)
- Joe Henry - Blood from Stars (2009)
- Lucien Dubuis Trio with Marc Ribot - Ultime Cosmos (2009)
- Norah Jones - The Fall (2009)
- Arto Lindsay, Seb El Zin, Marc Ribot, Mike Lado, Sensational - Anarchist Republic of Bzzz (2009)
- Leonid Fedorov, Vladimir Volkov, Marc Ribot, John Medeski - Razinrimilev (2010)
- Elton John - The Union (2010)
- Joe Henry – Reverie (2011)
- Buddy Miller - The Majestic Silver Strings (2011)
- Jeff Bridges - Jeff Bridges (2011)
- Diana Krall - Glad Rag Doll (2012)